# روزهای دختر بودن
«روزهای دختر بودن» (به انگلیسی: Days of Girlhood) نخستین تک‌آهنگ از شخصیت تیک‌تاک آمریکایی دیلن مولوینی می‌باشد که در ۱۱ مارس سال ۲۰۲۴ از سوی دیستروکید منتشر گردید.